# Дагоберт III
Дагоберт III (на немски: Dagobert III; * 699; † между 3 септември 715 и 29 февруари 716) от Меровингите, е крал на франките от 711 г. до смъртта си в Неустрия, Бургундия и Австразия.

## Живот
Син е на франкския крал Хилдеберт III († 711).
След смъртта на баща му Дагоберт III е на 12 години и по рипуарийско право още непълнолетен. Истинската власт е попада в ръцете на майордом Пипин Ерсталски (Пипин Средни), който умира през 714 г.
По време на нестабилното му управление се състоят разправиите между Плектруда, Карл Мартел и Раганфрид.
Дагоберт умира рано на 16 години. Неговият син Теодорих IV († 737) е прескочен при последването на трона. Вместо него за крал е избран Хилперих II.